# Hypsipetes mindorensis
A Hypsipetes mindorensis a verébalakúak (Passeriformes) rendjébe, ezen belül a bülbülfélék (Pycnonotidae) családjába tartozó faj.

## Rendszerezése
A fajt Joseph Beal Steere amerikai ornitológus írta le 1890-ben, az Iole nembe Iole mindorensis néven. Sorolták az Ixos nembe Ixos mindorensis néven és a Fülöp-szigeteki bülbül (Hypsipetes philippinus) alfajaként Hypsipetes philippinus mindorensis néven is.

## Előfordulása
A Fülöp-szigetekhez tartozó Mindoro és Semirara szigetein honos.

## Természetvédelmi helyzete
A Természetvédelmi Világszövetség Vörös listáján nem szerepel.